# Susan Ann Sulley
Susan Ann Sulley (ur. 22 marca 1963 w Sheffield) – brytyjska wokalistka zespołu The Human League.